# Bourgeois-Fjord
Der Bourgeois-Fjord (englisch Bourgeois Fjord, in Argentinien Fiordo Bourgeois, in Chile Seno Bourgeois) ist ein Fjord von rund 48 km Länge und zwischen 4,5 und 8 km Breite, der im nordöstlichen Teil der Marguerite Bay in nordost-südwestlicher Ausrichtung zwischen den Ostküsten der Pourquoi-Pas- sowie der Blaiklock-Insel und der Westküste des antarktischen Grahamlands liegt. Er grenzt die Loubet-Küste im Norden von der Fallières-Küste im Süden ab.
Entdeckt wurde er bei der Fünften Französischen Antarktisexpedition (1908–1910) unter der Leitung Jean-Baptiste Charcots, der ihn nach Joseph Émile Robert Bourgeois (1857–1945) benannte, Leiter des kartographischen Dienstes der französischen Streitkräfte. Die genaue Ausdehnung des Fjords wurde bei der British Graham Land Expedition (1934–1937) unter der Leitung des australischen Polarforschers John Rymill vermessen.